# Округ Ајрон (Висконсин)
Округ Ајрон (енгл. Iron County) је округ у америчкој савезној држави Висконсин.

## Демографија
По попису из 2010. године број становника је 5.916, што је 945 (-13,8%) становника мање него 2000. године.
| Група             | 2000.         | 2010.         |
| Белци             | 6.714 (97,9%) | 5.772 (97,6%) |
| Афроамериканци    | 6 (0,1%)      | 3 (0,1%)      |
| Азијати           | 9 (0,1%)      | 18 (0,3%)     |
| Хиспаноамериканци | 45 (0,7%)     | 35 (0,6%)     |
| Укупно            | 6.861         | 5.916         |